# Nappersdorf
Nappersdorf ist eine Ortschaft und eine Katastralgemeinde in der Marktgemeinde Nappersdorf-Kammersdorf in Niederösterreich.

## Lage
Das Dorf liegt westlich von Kammersdorf an der Landesstraße L35.

## Geschichte
Der Ort wird zu Beginn des 12. Jahrhunderts erstmals erwähnt und aufgrund der planmäßigen Anlage als Angerdorf in nach Süden gewinkelter Form wird eine eher späte Gründung vermutet. Laut Adressbuch von Österreich waren im Jahr 1938 in der Ortsgemeinde Nappersdorf zwei Ärzte, ein Zahnarzt, ein Bäcker, ein Binder, ein Fleischer, ein Friseur, ein Gastwirt, zwei Gemischtwarenhändler, eine Hebamme, ein Maler, eine Milchgenossenschaft, ein Sattler, ein Schlosser, zwei Schmiede, ein Schneider und zwei Schneiderinnen, zwei Schuster, ein Spengler, ein Tischler, zwei Viktualienhändler, ein Wagner und mehrere Landwirte ansässig.

## Verbauung
Im Zentrum des Ortes liegen um den Marktplatz, auf dem ein Brunnen und das Kriegerdenkmal stehen, einige Geschäfte und Betriebe. Die dem hl. Stephanus geweihte Pfarrkirche aus der ersten Hälfte des 14. Jahrhunderts befindet sich im Norden des Ortes auf einer Anhöhe.
In letzter Zeit wurde der Ort in südlicher Richtung erweitert, wo sich seit dem Schuljahr 1976/77 auch die neu errichtete Volksschule befindet. Am südöstlichen Ortsende befinden sich zahlreiche neue Einfamilienhäuser und eine Wohnhausanlage.

## Öffentliche Einrichtungen
In Nappersdorf befindet sich eine Volksschule.

## Kultur und Sehenswürdigkeiten

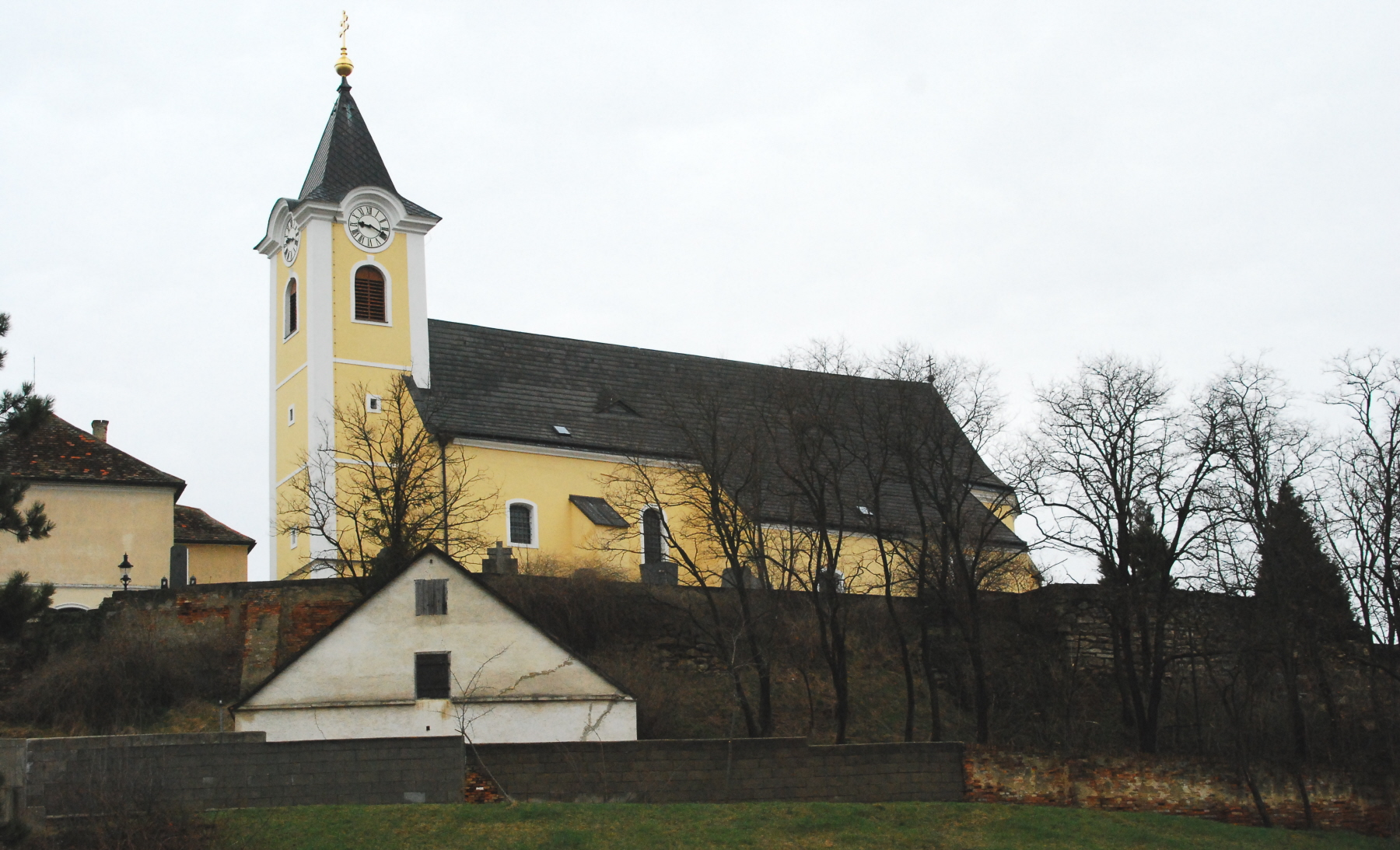
Pfarrkirche Nappersdorf

- Katholische Pfarrkirche Nappersdorf hl. Stephanus